# 毎日新聞北海道支社
毎日新聞北海道支社（まいにちしんぶんほっかいどうししゃ）は、北海道向けに毎日新聞を印刷・発行する株式会社毎日新聞社東京本社の支社。

## 概要
- 1959年4月1日、北海道発行所を設置して北海道での編集・発行を開始。同じ頃、朝日新聞社、読売新聞社も北海道支社を開設して北海道での発行を始めている。東京で制作された紙面を北海道に送信し、道内の印刷工場で製版して印刷という形をとっているが、他の大手紙の北海道版と同様、高校野球や選挙の結果によっては一面であっても北海道支社で独自に差し替えを行うこともある（但し、北海道独自の記事も東京本社で一括して制作される）。
- 部数低迷のため、北海道管内のみ2008年8月30日発行分をもって夕刊[注 1]を廃止し、朝夕統合版へ移行した。全国紙では産経新聞が2002年3月30日発行分をもって東京本社管内[注 2]の夕刊を廃止した例があるが、日本3大全国紙の夕刊廃止は、毎日新聞北海道支社が初の事例[注 3]である。
- 「毎日小学生新聞」を「北海道小学生新聞」（ほっかいどうしょうがくせいしんぶん）の題号にて発行する。

## 本社所在地

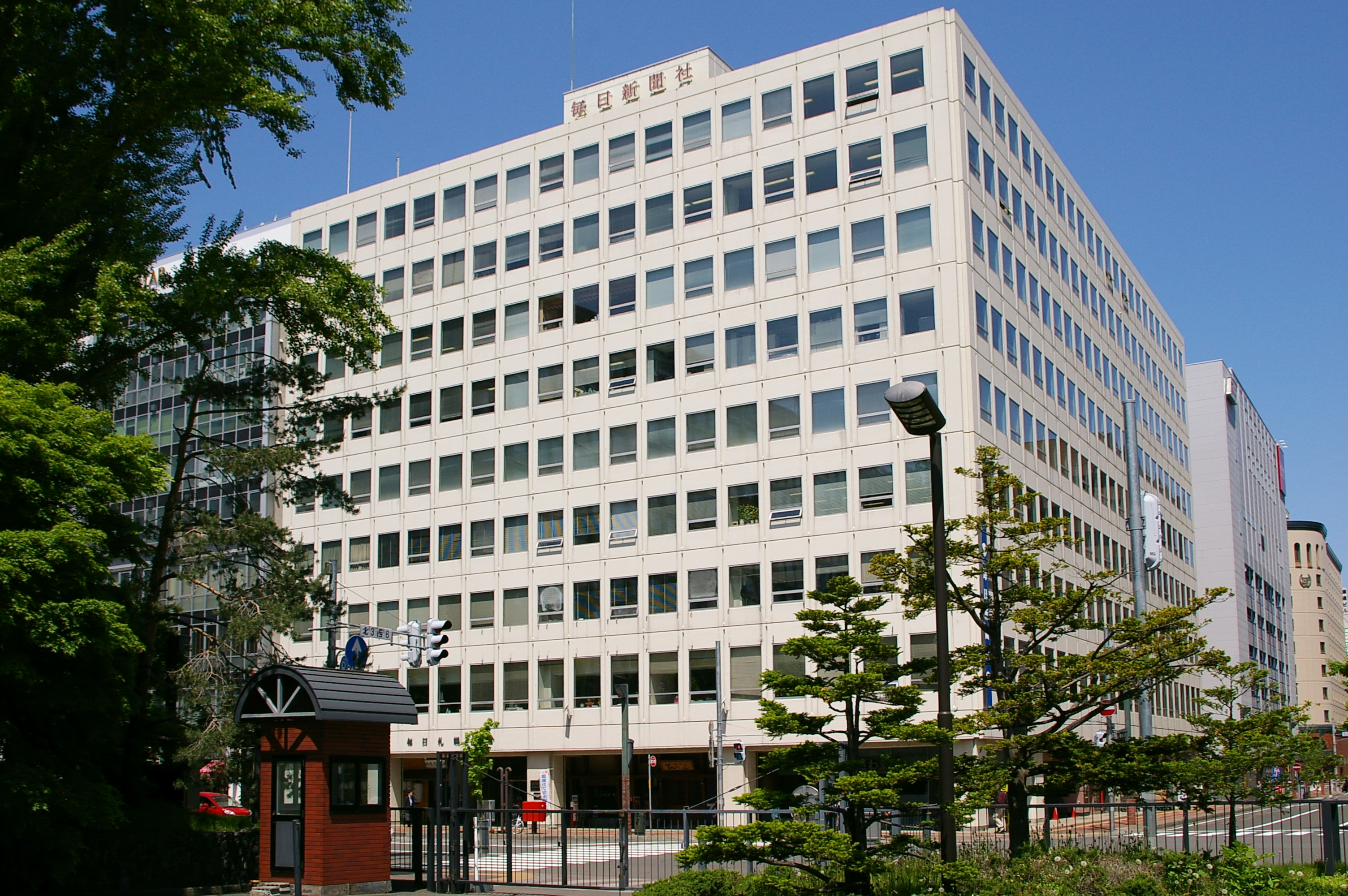
毎日札幌会館

- 北海道札幌市中央区北4条西6-1 郵便番号060-8643（毎日札幌会館）

## 北海道支社の支局
稚内、北見、根室、釧路、帯広、旭川、滝川、岩見沢(空席)、小樽(空席)、苫小牧、室蘭、函館

## 印刷工場
- 毎日新聞北海道センター　北広島市

## 番組表

### 朝刊
最終面
- フルサイズ：NHKテレビ、NHK Eテレ、HBCテレビ、STVテレビ、HTBテレビ、TVhテレビ、UHBテレビ
- ハーフサイズ：NHK BS、NHK BSP4K
- クォーターサイズ：NHK BS8K、WOWOWプライム、BS10、BS11イレブン、BS12トゥエルビ、BS松竹東急（以上、NHK BS(2K)の下）、BS日テレ、BS朝日、BS-TBS、BSテレ東、BSフジ（以上、地上波局の下にチャンネル番号順）

中面
- 地上波：NHK Eテレ サブチャンネル
- BSデジタル：WOWOWライブ、同シネマ、BS10スターチャンネル、放送大学テレビ、J SPORTS 1、同2、同3、同4、日本映画専門チャンネル
- CSデジタル：TBSチャンネル1、同2

※過去にGAORA、ムービープラスも収録されていたが、現在は割愛されている。
- ラジオ：NHK第1、NHK第2、HBCラジオ、STVラジオ、青森放送、NHK-FM、NORTH WAVE、AIR-G’ FM北海道、エフエム青森、ラジオNIKKEI、AFN、放送大学BSラジオ

### 週間番組表
毎週土曜日、翌日日曜日から翌週土曜日までの番組表を掲載。
A面
- クォーターサイズ：BS日テレ、BS朝日、BS-TBS、BSテレ東、BSフジ、WOWOWライブ、WOWOWシネマ、BS11 イレブン、BS12 トゥエルビ、BS松竹東急、BSJapanext

B、C面
- ハーフサイズ：NHKテレビ、NHK Eテレ、HBC、STV、HTB、TVh、UHB
- ハーフサイズよりやや小さめ：NHK BS、NHKBSプレミアム4K、WOWOWプライム